# هیثم بن عبید الکلابی
هیثم بن عبید الکلابی، دوازدهمین والی اموی اندلس (۷۲۹–۷۳۰) بوده‌است.
وی توسط عبیده سلمی، والی قیروان به این سمت منصوب و جانشین عثمان بن ابی نسعه الخثعمی شد.